# قطعنامه ۴۹۵ شورای امنیت
قطعنامه ۴۹۵ شورای امنیت سازمان ملل متحد که در تاریخ ۱۴ دسامبر ۱۹۸۱ تصویب شد، سندی بین‌المللی دربارهٔ قبرس است. این قطعنامه طی نشست ۲٬۳۱۳ام با ۱۵ موافق، ۰ مخالف و ۰ ممتنع تصویب شد.